# Una pila de vida
Una pila de vida es el primer álbum de estudio de la banda argentina Turf, lanzado en agosto del año 1997 por el sello Universal Music y producido por Daniel Lozano y Mario Siperman en los estudios El Pie entre mayo y junio del mismo año.
Más tarde, en 1998 se presentarían como grupo soporte de los Rolling Stones en el Estadio de River Plate, en un concierto que los llevaría a la masividad. Sin embargo Universal Music les rescindió el contrato, lo que llevó al grupo a contratar a Musimundo para la grabación de su segundo disco.

## Contenido
Del disco se desprenden los sencillos «Casanova», «Crónica Te Ve» y «Viene llegando», de los cuales cuentan con videoclip oficial. Previamente a esos sencillos, Turf lanzó el videoclip de «Tarjeta postal», primera presentación audiovisual.
El disco cuenta con la participación de Charly García en el tema «Despiole generacional», y con el locutor Claudio Orellano en la canción «Crónica Te Ve». También incluye un bonus track llamado «Día especial» en la pista 22, después de 10 pistas de silencio de aproximadamente 20 segundos cada una.

## Lista de temas
Todas las letras escritas por Joaquín Levinton.
| Una pila de vida |                                             |                    |          |  |
| N.º              | Título                                      | Música             | Duración |  |
| 1.               | «La recta final»                            | Levinton           | 4:26     |  |
| 2.               | «Panorama»                                  | Levinton           | 3:42     |  |
| 3.               | «Tarjeta postal»                            | Levinton           | 2:28     |  |
| 4.               | «Casanova»                                  | Levinton           | 3:35     |  |
| 5.               | «Despiole generacional» (con Charly García) | Levinton · Lopatín | 4:23     |  |
| 6.               | «Bristol (Café Concert)» (Intermezzo)       | Levinton           | 4:49     |  |
| 7.               | «Crónica Te Ve» (con Claudio Orellano)      | Levinton · Lopatín | 4:18     |  |
| 8.               | «Viene llegando»                            | Levinton · Lopatín | 3:26     |  |
| 9.               | «Juventurf»                                 | Levinton           | 2:29     |  |
| 10.              | «Viajando en jet (set)»                     | Levinton           | 4:09     |  |
| 11.              | «Beatle-Thonne»                             | Levinton           | 3:47     |  |
| 22.              | «Día especial» (Bonus Track)                | Levinton           | 4:09     |  |

## Músicos
- Joaquín Levinton – voz y guitarra.
- Leandro Lopatín – guitarra.
- Tody Tapia – bajo.
- Fernando Caloia – batería.[3]

Invitados
- Charly García – voz y hammond en «Despiole generacional» (Sony Music).
- Claudio Orellano – voz en «Crónica Te Ve» (Crónica TV).
- Alejandro Zatta – guitarra en «Juventurf».
- Picky – sintetizador en «Día especial» (Body Bag).
- Mario Siperman – teclados (Ariola Records).
- Daniel Lozano – trompeta (Ariola Records).
- Fernando Albareda – trombón (Ariola Records).
- Pablo Puntoriero – saxo tenor.[3]

## Datos técnicos
- Producido por: Daniel Lozano y Mario Siperman.
- Arreglos por: Turf.
- Grabado y mezclado en: Estudios El Pie, entre mayo y junio de 1997.
  - Ingenieros de grabación: Walter Chacón y Marcelo Mattioli.
  - Ingeniero de mezcla: Marcelo Mattioli.
  - Asistentes de grabación: Marcelo Mattioli y Sebastián Losicer.
  - Grabaciones adicionales: Voz de Charly García por Maxi Miglin.
- Masterizado en Soundesigner por Mario Breuer.[3]